# In casa Lawrence
In casa Lawrence (Family) è una serie televisiva statunitense in 86 episodi trasmessi per la prima volta nel corso di 5 stagioni dal 1976 al 1980. In Italia, la serie è stata trasmessa in prima televisiva dalla Rete 2 dal 17 luglio 1979, partendo dal primo episodio della seconda stagione, Dividersi (Coming Apart).

## Trama
Kate e Doug Lawrence sono due coniugi della classe media felicemente sposati che vivono a Pasadena, in California. Doug è un avvocato indipendente e Kate è una casalinga. Hanno tre figli: Nancy (interpretata da Elayne Heilveil nella mini-serie originale, la prima stagione, e poi da Meredith Baxter), Willie e Letitia, soprannominata "Buddy". Avevano avuto un altro figlio, Timothy, morto cinque anni prima dell'inizio della serie.
Lo spettacolo tentò di rappresentare la famiglia "media" americana, nel bene e nel male. Le storie erano di grande attualità, e la serie fu una delle prime ad adottare quei tipi di episodi che sarebbero poi stati definiti "very special episode" (particolari episodi di una sitcom o di una serie dai soggetti solitamente "leggeri" che trattano un particolare argomento di seria rilevanza sociale). Nel primo episodio, Nancy tradisce il marito Jeff e durante la seconda stagione i due divorziano con Jeff che continua ad apparire regolarmente come padre attivo, oltre a trovarsi coinvolto negli affari della famiglia Lawrence. Nelle ultime stagioni, in alcuni episodi Buddy viene posta nelle condizioni di decidere se avere il suo primo rapporto sessuale o no, ma sceglie sempre di aspettare (in particolare in un episodio con guest star Leif Garrett, che era un "teen idol" del momento). In un altro episodio si affronta l'amicizia di Buddy con un'insegnante che si rivela essere una lesbica, una questione affrontata da tutta la famiglia. Altri argomenti "seri" affrontati nel corso della serie sono l'alcolismo e l'adozione, quando la famiglia adotta una ragazza di nome Annie Cooper (Quinn Cummings). Un episodio nel 1979 (diretto dall'attrice Joanne Woodward) vede come guest-star Henry Fonda nel ruolo di un parente che comincia a sperimentare senilità e perdita di memoria.

## Personaggi

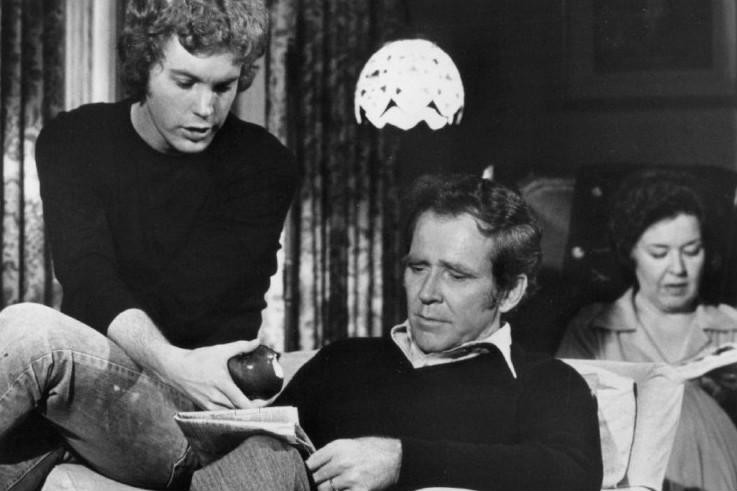
Gary Frank (Willie), James Broderick (Doug) e Sada Thompson (Kate).

- Kate Lawrence (86 episodi, 1976-1980), interpretata da Sada Thompson.
È la madre della famiglia Lawrence, è una casalinga ed una donna sensibile.
- Doug Lawrence (86 episodi, 1976-1980), interpretato da James Broderick.
Il padre, è un avvocato.
- Willie Lawrence (86 episodi, 1976-1980), interpretato da Gary Frank.
È uno dei figli della coppia ed aspirante scrittore.
- Letitia 'Buddy' Lawrence (86 episodi, 1976-1980), interpretata da Kristy McNichol (vinse due premi Emmy per il ruolo).
È un'altra figlia dei Lawrence che affronta, nel corso di tutta la serie, i suoi problemi adolescenziali.
- Nancy Lawrence Maitland (48 episodi, 1976-1980), interpretata da Meredith Baxter.
Altra figlia, è prima sposata (nella prima stagione) con Jeff, poi divorzia. Ha un figlio.
- Annie Cooper (36 episodi, 1978-1980), interpretata da Quinn Cummings.
Ragazza che viene adottata dai Lawrence.
- Timmy Maitland (28 episodi, 1976-1980), interpretato da Michael David Schackelford.
- Audrey Pfeiffer (17 episodi, 1977-1980), interpretata da Louise Foley.
- Jeff Maitland (12 episodi, 1976-1980), interpretato da John Rubinstein.
Marito di Nancy, viene tradito dalla moglie e divorzia restando comunque presente.
- Elaine Hogan (8 episodi, 1976-1977), interpretata da Priscilla Morrill.
- T.J. Latimer (6 episodi, 1976-1977), interpretato da Willie Aames.
- Nancy Lawrence Maitland (4 episodi, 1976), interpretata da Elayne Heilveil.
- Salina Magee (4 episodi, 1976-1977), interpretata da Season Hubley.
- Robin Trask (3 episodi, 1976-1980), interpretata da Helen Hunt.
- Emily Lassere (3 episodi, 1976), interpretata da Hilda Haynes.
- Fred Hogan (3 episodi, 1976), interpretato da William Putch.
- Lizzie (3 episodi, 1977-1978), interpretata da Brooke Adams.
- Ellen (3 episodi, 1977-1978), interpretata da Gretchen Corbett.
- dottor Herman (3 episodi, 1977), interpretato da Robert Symonds.
- Mr. McKinley (3 episodi, 1979-1980), interpretato da Richard McKenzie.

## Produzione
La serie, ideata da Jay Presson Allen, fu prodotta da Spelling-Goldberg Productions e girata negli studios della South Pasadena a Los Angeles in California.
In casa Lawrence è diventata l'oggetto di una delle dispute legali più longeve nella storia della televisione. Lo scrittore Jeri Emmet Laird intentò una causa contro la Spelling Television nel 1977, sostenendo che Spelling aveva rubato l'idea per la serie da una sceneggiatura da lui scritta dal titolo The Best Years. Spelling dichiarò che l'idea della serie gli era venuta nella sua cucina con l'allora collega Leonard Goldberg, e che aveva poi affidato a Jay Presson Allen la stesura della sceneggiatura del pilot. Dopo oltre un decennio in tribunale, una giuria riconobbe a Laird un risarcimento di 1,69 milioni di dollari, verdetto che fu poi cambiato nell'appello. Laird citò Spelling di nuovo nel 1996 ma ancora una volta perse in appello nel 2001.

### Registi
Tra i registi della serie sono accreditati:
- Richard Kinon (22 episodi, 1976-1980)
- Edward Parone (10 episodi, 1977-1980)
- Glenn Jordan (9 episodi, 1976-1977)
- John Erman (4 episodi, 1976)
- Kim Friedman (4 episodi, 1978-1979)
- Philip Leacock (4 episodi, 1978-1979)
- James Broderick (4 episodi, 1979-1980)
- James Sheldon (3 episodi, 1976-1978)
- Randal Kleiser (2 episodi, 1976)
- Robert Hartford-Davis (2 episodi, 1977)
- Alf Kjellin (2 episodi, 1977)
- Harvey S. Laidman (2 episodi, 1977)
- E.W. Swackhamer (2 episodi, 1977)
- Peter Levin (2 episodi, 1978-1979)
- Stuart Millar (2 episodi, 1978)
- Gwen Arner (2 episodi, 1979-1980)
- Marshall Herskovitz (2 episodi, 1979-1980)

## Distribuzione
La serie fu trasmessa negli Stati Uniti dal 1976 al 1980 sulla rete televisiva ABC. In Italia è stata trasmessa con il titolo In casa Lawrence.
Alcune delle uscite internazionali sono state:
- negli Stati Uniti il 9 marzo 1976 (Family)
- in Germania Ovest (Eine amerikanische Familie)
- in Spagna (Familia)
- in Italia (In casa Lawrence)

## Episodi
| Stagione         | Episodi | Prima TV USA | Prima TV Italia |
| ---------------- | ------- | ------------ | --------------- |
| Prima stagione   | 6       | 1976         |                 |
| Seconda stagione | 22      | 1976-1977    | 1979            |
| Terza stagione   | 23      | 1977-1978    |                 |
| Quarta stagione  | 22      | 1978-1979    |                 |
| Quinta stagione  | 13      | 1979-1980    |                 |